# Шатель, Зигрид
Зигрид Шатель (до замужества — Гаццера; нем. Sigrid Chatel (Gazzera); род. 26 апреля 1940, Франкфурт-на-Майне, Гессен-Нассау) — канадская фехтовальщица-рапиристка. Участница летних Олимпийских игр 1968 года, бронзовый призёр Панамериканских игр 1967 года.

## Биография
Зигрид Шатель родилась 26 апреля 1940 года в немецком городе Франкфурт-на-Майне.
Впоследствии перебралась в Канаду.
Выступала в соревнованиях по фехтованию за Монреаль.
В 1967 году завоевала бронзовую медаль Панамериканских игр в Виннипеге в командном турнире рапиристок.
В 1968 году вошла в состав сборной Канады на летних Олимпийских играх в Мехико. В личном турнире рапиристок на первом групповом этапе заняла 4-е место, победив Брижит Гапе из Франции, Джованну Машотту из Италии и Веронику Смит из США, проиграв Ильдико Уйлаки-Рейтё из Венгрии, Маргарите Родригес с Кубы и Халине Балон из Польши. На втором групповом этапе стала 5-й, выиграв у Мари-Шанталь Депетрис из Франции и уступив Ильдике Уйлаки-Рейтё из Венгрии, Черстин Пальм из Швеции, Бруне Коломбетти-Перончини из Италии и Монике Пульх из ФРГ.

## Семья
Отец — Фриц Гаццера (1907—1996), немецкий фехтовальщик и тренер. Участник летних Олимпийских игр 1928 года. Оберштурмбаннфюрер СС, пленённый в 1945 году югославскими партизанами.